# Miquel Porter
Miquel Porter i Moix (* 10. Mai 1930 Barcelona; † 18. November 2004 in Altafulla bei Tarragona) war ein katalanischer Filmkritiker.
Porter studierte Geschichte in Barcelona (Abschluss 1954) und wurde 1976 mit einer Arbeit über den Filmemacher Adrià Gual promoviert. Seine Filmkritiken zeichnen sich durch eine ausgeprägte Lebensnähe und Vitalität aus. Bekannt geworden ist er besonders als Gründungsmitglied der Musikgruppe Els Setze Jutges im Umfeld der Nova Cançó Catalana.
Porter war einer der Gründer der Universitätszeitschrift Curial (1949/1950) und beteiligte sich an diversen kulturellen Projekten wie beispielsweise der Experimental- und Wandertheatergruppe Teatre Viu und der zur Nova Canço zugehörigen Musikgruppe Els Setze Jutges. Insbesondere war Porter für die Nova Canço Catalana einer der entscheidenden Impulsgeber. Er gründete diverse Film- und Kino-Clubs wie zum Beispiel den Cercle Lumière des Institut français. 1957 gründete er zusammen mit seiner Frau Guillemette Huerre den ersten Kinder-Kino-Club Kataloniens. Porter gilt als der Urheber einer Geschichte des katalanischen Films. Seine Forschungsergebnisse hierzu sind in dem Basiswerk Història del cinema català (1895–1968) (dt.: „Geschichte des katalanischen Films 1895–1968“) zusammengefasst. Seit 1969 war er Professor für Filmgeschichte an der Universität Barcelona. Seit 1975 leitete er auch die Sektion Film des Institut del Teatre in Barcelona.